# Hubert Pierlot

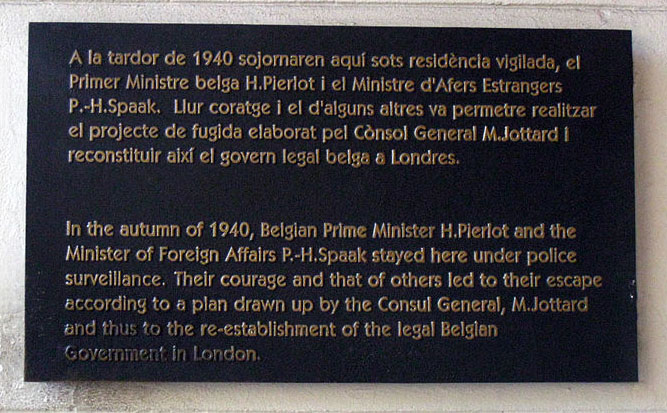
Placa conmemorativa en Barcelona

Hubert Pierlot (Cugnon, Bélgica, 23 de diciembre de 1883- Uccle, Bélgica, 13 de diciembre de 1963) fue un político belga, profesor de derecho y miembro del Partido Católico, que alcanzó el cargo de Primer ministro de Bélgica en 1939, coincidiendo su mandato con la Segunda Guerra Mundial.

## Biografía
Sus estudios escolares los hizo en un colegio jesuita de Bruselas, y posteriormente obtuvo el título de doctor en derecho por la Universidad de Lovaina. Entró prontamente a la política y entre febrero de 1919 y diciembre de 1920 fue jefe de gabinete del primer ministro Léon Delacroix. En 1925 fue diputado por Neufchâteau en el parlamento belga, como integrante del Partido social-cristiano, y en la década de 1930 desempeñó diversos puestos ministeriales, ganado así experiencia de gobierno en un medio político esencialmente conservador.
El 22 de febrero de 1939, el parlamento belga elige a Pierlot como primer ministro y encargado de Asuntos Exteriores, dirigiendo una coalición nacional de los tres principales partidos belgas ante la gravedad de la situación en Europa (y la permanente amenaza de un ataque alemán similar al de 1914). Pocos meses después, el 3 de setiembre, el Reino Unido y Francia declaran la guerra al III Reich tras la Invasión de Polonia; Bélgica invoca su neutralidad pero el gobierno de Pierlot empieza preparaciones bélicas previendo una repetición de la invasión germana de 1914, empezando consultas militares con franceses y británicos.
Precisamente, el 10 de mayo de 1940 la Alemania nazi invade Bélgica y el ejército belga resiste en grave inferioridad numérica y material a la Wehrmacht germana durante una campaña de apenas 18 días. Al ser evidente la derrota final y sin suficiente ayuda de franceses y británicos, Pierlot, junto con su ministro de defensa Paul-Henri Spaak, trasladan el gobierno belga hacia la ciudad francesa de Limoges el 27 de mayo. Ese mismo día el Rey Leopoldo III rechaza el proyecto de Pierlot para constituir un "gobierno belga en el exilio" y, hallándose aún en suelo belga, el propio Rey capitula ante los alemanes, incluyendo en tal decisión a las fuerzas armadas belgas de las cuales el monarca era jefe supremo.
Pierlot y Spaak fueron severamente censurados por Paul Reynaud, presidente de Francia y por el mariscal galo Philippe Pétain, siendo acusados de no poder controlar eficazmente al rey Leopoldo III y que la rendición del ejército belga dejaba desguarnecido el flanco norte del frente de combate. La decisión del rey Leopoldo fue vista también muy negativamente en el gobierno británico dirigido por Winston Churchill, lo cual dificultó a Pierlot el reconocimiento de su gobierno como representante legítimo de Bélgica cuando su gabinete en el exilio se instaló en Londres. Cuando las tropas alemanas toman París y dan término a la Batalla de Francia, el gobierno belga se traslada a Vichy hasta que en el mes de agosto, al ser evidente el alineamiento del gobierno de Pétain con el III Reich, Pierlot y sus ministros huyen de Francia para instalarse en el Reino Unido.
Pierlot luchó por mantener una posición digna como jefe del gobierno belga en Londres, pero la situación de su gabinete era excepcional pues los ministros belgas se habían constituido en gobierno legítimo mientras su propio Jefe de Estado, el rey Leopoldo, había capitulado ante los alemanes, caso único entre los gobiernos exiliados pues los monarcas de Noruega, Países Bajos, Yugoslavia, y Grecia siguieron a sus ministros al exilio precisamente para evitar rendirse ante el invasor alemán. El hecho que el rey Leopoldo hubiese capitulado dificultaba al gobierno exiliado asegurar su posición como único representante legítimo de Bélgica pues obviamente la propaganda del III Reich aseguraba que tal distinción sólo podría recaer en el Rey. Pese a ello, el gobierno belga en el exilio logró reclutar y dirigir unas pequeñas fuerzas belgas libres que combatieron distinguidamente al lado de los Aliados, aunque Pierlot y su gobierno tenían poca autoridad efectiva sobre la Resistencia belga.
En septiembre de 1944, tras su triunfo en el desembarco de Normandía las tropas aliadas penetraron en territorio belga y finalmente expulsaron a la Wehrmacht de Bélgica, tomando Amberes y Bruselas el 4 de setiembre, con ello el gobierno exiliado volvió en octubre de ese mismo año. Pierlot dirigió entonces el gobierno de Bélgica hasta el fin de su periodo constitucional, en febrero de 1945, enfrentando las consecuencias de una economía gravemente dañada por la guerra. Terminado su periodo gubernativo, Pierlot no postuló a un nuevo mandato, y paulatinamente se retiró de la política. Falleció en Uccle en 1963.